# Susan Blokhuis
Susan Blokhuis (Enschede, 27 juni 1971) is een Nederlandse omroepster & televisiepresentatrice. Daarnaast is ze sinds 1995 actief als presentatrice van bedrijfspresentaties, gala's, seminars, dagvoorzitterschappen, bedrijfsfilms en modeshows. Ook spreekt ze documentaires en commercials in.
Blokhuis begon haar televisiecarrière in 1995 als omroepster bij de experimentele breedbeeldzender TVplus. Later dat jaar gaat ze ook omroepen voor de TROS. Bij deze omroep presenteerde ze ook incidentele programma's als Doe mee met de TROS, TROSloop 1996 en Emotion '96. Blokhuis ambieert meer, maar kreeg niet meer werk bij de TROS waarna ze in 1998 vertrok bij deze omroep.
Vanaf 1999 tot 2001 was Blokhuis presentatrice van het programma Gastronomisch Gelderland op de regionale zender TV Gelderland. Vanaf het seizoen 2002/2003 ze Susan weer te zien op een landelijk televisiestation. Ze presenteert bij SBS6 Geld maakt niet Gelukkig en later Astro TV op Net5.
In 2007 deed ze vier maanden lang het RTL 4-programma Lijn 4, waarin ze Doesjka Dubbelt vervangt tijdens diens zwangerschapsverlof. In 2011 presenteerde ze op RTL 4 Apotheek & Gezondheid TV Magazine. Aanvankelijk zou ze dit voor lange tijd presenteren, maar na 13 afleveringen nam ze ontslag omdat ze zich niet kon vinden in de invulling van het programma. Vivian Boelen volgde haar op. Eind 2011/begin 2012 presenteerde Blokhuis Natuurlijk Lekker Leven bij SBS6.
In 2015 was ze te zien in een theatershow genaamd "Open en Bloot". Haar eerste geproduceerde cd heet “Voor iedereen” en kwam in 2017 uit.
Blokhuis zette zich in 2025 in tegen de komst van een asielzoekerscentrum in Bilthoven.